# К-11
К-11 — советская атомная подводная лодка проекта 627А «Кит», заводской № 285.

## История
Заложена 31 октября 1960 года на стапеле цеха № 42 Северного машиностроительного предприятия. Спущена на воду 1 сентября 1961 года. С 11 сентября по 2 ноября 1961 года на лодке были проведены швартовные испытания оборудования и механизмов. Заводской наладочный выход проводился в период с 26 ноября по 1 декабря 1961 года. Совместные ходовые испытания проходили со 2 по 30 декабря 1961 года. 30 декабря 1961 года Государственная комиссия подписала акт о завершении государственных испытаний ПЛА «К-11».
Включена в состав Северного флота в марте 1962 года, вошла в состав 3-й дивизии 1-й флотилии подводных лодок. Первым командиром «К-11» был назначен капитан 2 ранга Калашников Ю. Н.
Выполнила 14 автономных походов — наибольшее из лодок этого проекта.

### Авария реактора
В период с ноября 1963 года по ноябрь 1964 года К-11 находилась на заводе в Северодвинске, где проходила текущий ремонт. В ноябре 1963 года в процессе проведения плановых мероприятий была обнаружена разгерметизация ТВЭЛов. Было принято решение о перезарядке активных зон реакторов обоих бортов. Проводилась операция № 1 (перегрузка активной зоны). 6 февраля 1965 года была подорвана крышка кормового ядерного реактора. 7 февраля начали поднимать крышку, не установив упор штока компенсирующей решетки. Был зафиксирован выброс паро-воздушной смеси из-под крышки и резкое ухудшение радиационной обстановки. Приборы радиационного группового контроля зашкалили. Весь персонал был удален. В течение пяти суток работы не велись, специалисты пытались выяснить причину происшедшего. Сделав неправильные выводы, 12 февраля 1965 года начали повторный подъём крышки, при этом опять нарушили технологию (применили нештатную систему фиксации компенсирующих решеток), что повлекло за собой несанкционированный выход реактора на мощность. Как следствие, произошёл выброс радиоактивной паро-воздушной среды из-под крышки и начался пожар.
Реакторный отсек был залит водой из пожарных рукавов, пожар ликвидирован, но в отсек было принято 250 тонн морской воды, около 150 тонн воды поступило в смежный турбинный отсек. Об уровнях радиоактивного загрязнения и облучения личного состава официальные данные до сих пор не опубликованы. Учитывая невозможность полной ликвидации последствий авариийный реакторный отсек был вырезан и заменён на новый. Аварийно-восстановительный ремонт был закончен в августе 1968 года. Загрязнённый радиацией вырезанный отсек с двумя реакторами с невыгруженным ядерным топливом был затоплен в 1965 году в заливе Абросимова (Новая Земля) одновременно с баржей, загруженной твёрдыми радиоактивными отходами на глубине 20 метров.

### Продолжение службы
В кампанию 1968—1970 годов К-11 произвела 5 автономных походов на боевую службу общей продолжительностью 305 суток. В ноябре 1971 года лодка вернулась на «Звездочку» для среднего ремонта и модернизации, которые были завершены в сентябре 1974 года.
В кампанию 1975—1977 годов К-11 совершила 4 автономных похода на боевую службу общей продолжительностью 173 суток. 28 февраля 1975 года на глубине 90 метров была обнаружена течь во II отсеке. После прихода на базу, в результате обследования, лодке была ограничена глубина погружения. С января по август 1982 года «К-11» проходила текущий ремонт.
В кампанию 1980—1982 годов К-11 была в 2 автономных походах на боевую службу общей продолжительностью 78 суток (август-октябрь 1981 г, и февраль-апрель 1982 г.), прошла 14 937 миль. В кампанию 1982—1985 годов «К-11» была в 5 автономных походах на боевую службу общей продолжительностью 144 суток. В 1986—1989 годах лодка отрабатывала задачи боевой подготовки в море и на базе.
Всего с момента спуска на воду К-11 прошла 220179 морских миль за 29560 ходовых часов.
В 1990 году лодка была выведена из боевого состава ВМФ. В 1991 году на буксире переведена из Гремихи в Полярный, отстаивалась на СРЗ-10. В 2000 году утилизирована с формированием трёхотсечного блока, хранившегося на плаву в Сайда-губе. В 2010 году разделана до одноотсечного реакторного блока, который в 2015 году был установлен на суше в пункте долговременного хранения.
Затопленный в 1965 году аварийный реакторный отсек продолжает оставаться на дне залива Абросимова, несмотря на озвучивавшиеся в 2015-2020 годах планах по его подъёму и утилизации.

## Командиры
- 1960—1963: Калашников Ю. Н.
- 1963—1969: Смарагдов В. В.
- 1969—1970: Томко, Егор Андреевич
- 1970—1974: Голланд В. В.
- 1977—1980: Мажар Николай Игнатьевич
- 1980—1982: Мрыхин Николай Иванович
- 1982—1984: Брагин Ю. В.
- 1984—1993: Гончаров Б. Г.